# 聖公會塞浦路斯及海灣教區
聖公會塞浦路斯及海灣教區（英語：Diocese of Cyprus and the Gulf），是聖公宗的一個教區。屬耶路撒冷及中東聖公會。
教區範圍包括塞浦路斯、伊拉克、巴林、也門、科威特、阿曼、卡塔爾及阿拉伯聯合大公國，下分塞浦路斯和海灣兩總會吏區，分別有十一和十四個堂區。
現任教區主教為邁克爾‧劉易斯。